# روانا (میزوری)
روانا (به انگلیسی: Ravanna) یک منطقهٔ مسکونی در ایالات متحده آمریکا است که در شهرستان مرسر، میزوری واقع شده‌است. روانا ۹۸ نفر جمعیت دارد.